# Oraholike
Oraholike (lat. Juglandales), naziv za red biljaka koji je nekad bio priznat u nekoliko sustava (npr. sustav Engler i Wettstein sustav). Cronquistopv sustav klasificira u podrazred Hamamelidae, s uključenim porodicama Juglandaceae i Rhoipteleaceae, potonji se sastoji od samo jedne vrste, Rhoiptelea chiliantha.
U APG II sustavu ove dvije porodice su ujedinjene u porodicu Juglandaceae, a porodica u red Fagales ili bukvolike.

## Sistematika

### Cronquistov sustav
- Plantae
  - Magnoliophyta
    - Magnoliopsida
      - Hamamelidae
        - Red Juglandales Engler, 1892
          - Porodica Juglandaceae A. Richard ex Kunth, 1824
            - Rod Engelhardia Lesch. ex Blume
            - Rod Carya Nutt.
            - Rod Alfaroa Standl.
            - Rod Platycarya Siebold & Zucc.
            - Rod Pterocarya Kunth
            - Rod Oreomunnea Oerst.
            - Rod Juglans L.

          - Porodica Rhoipteleaceae Handel-Mazetti, 1932
            - Rod Rhoiptelea Diels & Hand.-Mazz.

### Takhtajanov sustav
- Plantae
  - Magnoliopsida
    - Hamamelididae
      - Juglandanae
        - Red Juglandales
          - Porodica Juglandaceae

### Thorneov sustav
- Plantae
  - Magnoliopsida
    - Rosanae
      - red Juglandales
        - podred Jugandineae
          - porodica Rhoipteleaceae (1/1)
          - porodica Juglandaceae (8/59)

        - podred Myricineae
          - porodica Myricaceae (3/40)

## Galerija
- Platycarya strobilacea
- Pterocarya rhoifolia